# Ricardo Gullón
Ricardo Gullón (Astorga, 30 de agosto de 1908 - Madrid, 11 de fevereiro de 1991) foi um advogado, escritor, crítico literário e ensaísta espanhol.
Recebeu o prêmio Príncipe de Asturias de las Letras em 1989.

## Obra selecionada
- Vida de Pereda (1943)
- La poesía de Jorge Guillén (1949)
- Cisne Sin Lago - Biografía de Gil y Carrasco (1951)
- Novelistas británicos contemporáneos (1954)
- Galdós novelista moderno (1957)
- Las secretas galerías de Antonio Machado (1958)
- Estudios sobre Juan Ramón Jiménez (1960)
- La invención del 98 y otros ensayos (1969)
- García Márquez y el arte de contar (1971)
- Direcciones del modernismo (1971)
- El modernismo visto por los modernistas (1980)
- Espacios poéticos de Antonio Machado (1987)

1. ↑  Premio Príncipe de Asturias de las Letras 1989[ligação inativa]